# Texanna
Texanna is een plaats (census-designated place) in de Amerikaanse staat Oklahoma, en valt bestuurlijk gezien onder McIntosh County.

## Demografie
Bij de volkstelling in 2000 werd het aantal inwoners vastgesteld op 2083.

## Geografie
Volgens het United States Census Bureau beslaat de plaats een oppervlakte van
103,7 km², waarvan 103,4 km² land en 0,3 km² water. Texanna ligt op ongeveer 183 m boven zeeniveau.

## Plaatsen in de nabije omgeving
De onderstaande figuur toont nabijgelegen plaatsen in een straal van 16 km rond Texanna.